# Электропоезда Баку — Сабунчи — Сураханинской электрифицированной железной дороги
Первая электрифицированная железная дорога в СССР была открыта 6 июля 1926 года на участке Баку — Сабунчи — Сураханы.

## История
Железнодорожная линия протяжённостью 19 км, соединяющая Баку с нефтяными промыслами в его пригородах Сабунчи и Сураханы, была построена в 1880 году, став и первой железной дорогой в Азербайджане. В 1924 году по ней курсировало 12 пар пригородных пассажирских поездов на паровой тяге, с интервалом движения в 1,5-2 ч, и со средней скоростью 16 км/ч. Рост населения Баку и его пригородов требовал совершенствования транспортных артерий. Бакинский городской Совет, учитывая сложности, испытываемые рабочими при поездках на работу, предложил электрифицировать дорогу.
В 1924 году Бакинский Совет приступил к электрификации линии Баку — Сабунчи — Сураханы. На вновь электрифицированной железной дороге применялось электроснабжение постоянного тока с напряжением 1200 В, демонтированное на недостроенной линии трамвая Петроград-Ораниенбаум.
Электропоезда для первой электрифицированной железной дороги в СССР были построены Мытищинским вагоностроительным заводом в 1926 году. Они были созданы на базе серийно выпускаемых трамваев того же завода. Первые вагоны поступили на дорогу в апреле 1926 года, для начала провели испытания под напряжением 600 В, а с 13 мая 1926 года была совершена первая поездка от Баку до Сабунчи, уже под напряжением 1200 В. После завершения испытаний самих вагонов были проведены мероприятия по обучению персонала дороги. Прицепные вагоны (13 для пассажиров и один почтово-багажный) изготовил Брянский завод, носивший в ту пору название «Красный Профинтерн».

После сдачи дороги в постоянную эксплуатацию, скорость движения на линии возросла в 2,5 раза, средняя скорость составила 28,5 км/ч.
В дальнейшем электрическая моторвагонная тяга была введена между станциями Сабунчи и Сураханы, с апреля 1933 году — между станциями Сабунчи и Забрат, а к 1940 году электропоезда стали ходить до станции Бузовны. В апреле 1940 года, пригородный участок Баку-Сабунчинской железной дороги вновь был передан НКПС СССР и включён в состав Закавказской железной дороги.

Но недостаточный опыт эксплуатации и несовершенство ремонтных технологий привели подвижной состав первой электрической железной дороги к значительному износу, поэтому к 1940 году парк электропоездов стал обновляться новыми электропоездами серии Сд, старые моторные вагоны с электрическим оборудованием фирмы «Элин» были исключены из инвентаря.

## Техническая характеристика
Краткая техническая характеристика
- Тяговые электродвигатели — ДБ-2
- Мощность при часовом режиме — 75 кВт
- Диаметр колёс — 1050 мм
- Передаточное число зубчатой передачи от тяговых электродвигателей к колёсным парам — 65:21
- Масса моторного вагона (без пассажиров) — 38,5 т.
- Общее количество построенных моторных вагонов — 14.

Электропоезда Баку—Сабунчи—Сураханинской электрифицированной железной дороги
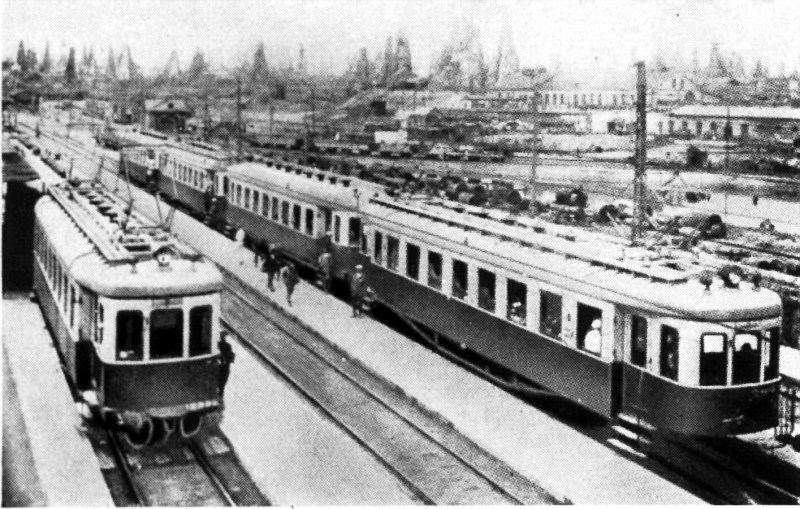
На станции Сабунчи, 1926 год
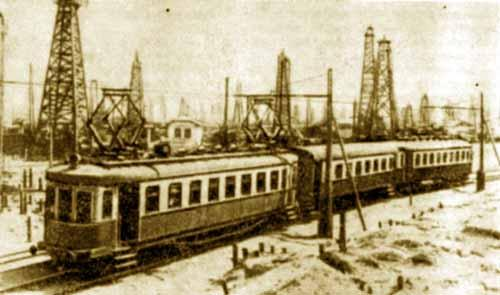
На линии, 1930 год
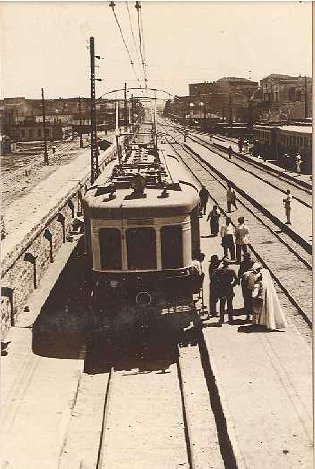
На станции Сабунчи, 1930 год
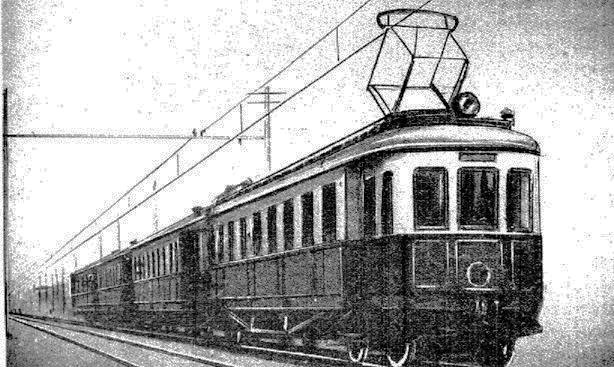
На линии Баку — Сабунчи, 1933 год
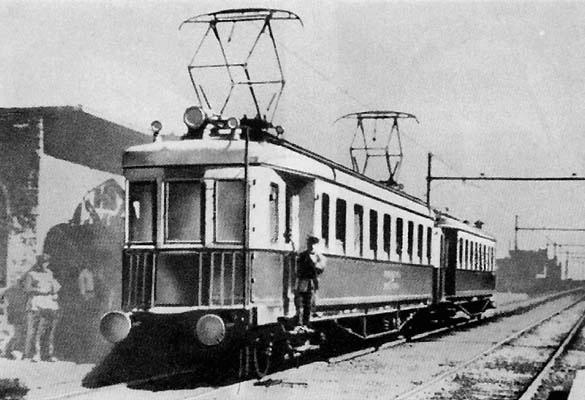
На линии Баку — Сабунчи, 1933 год